# Stylopauropus locatus
Stylopauropus locatus är en mångfotingart som beskrevs av Hilton 1930. Stylopauropus locatus ingår i släktet skaftfåfotingar, och familjen fåfotingar. Inga underarter finns listade i Catalogue of Life.